# Kateryniwka (hromada Łozowa)
Kateryniwka (ukr. Катеринівка) – wieś na Ukrainie, w obwodzie charkowskim, w rejonie łozowskim, w hromadzie Łozowa. W 2001 liczyła 1719 mieszkańców.